# Kévork Assadourian
Kévork Assadourian ICPB (ur. 29 kwietnia 1961 w Al-Kamiszli) – syryjski duchowny ormiańskokatolicki, w latach 2015 - 2023 biskup pomocniczy Bejrutu, od 2023 egzarcha patriarszy Damaszku.

## Życiorys
Święcenia kapłańskie otrzymał 3 października 1986 w Instytucie Duchowieństwa Patriarchalnego z Bzommar. Był m.in. wicerektorem seminarium tego instytutu, gwardianem konwentu w Bzommar oraz duszpasterzem bejruckich parafii. W latach 2007–2015 pracował duszpastersko w Paryżu.
5 września 2015 otrzymał nominację na eparchę pomocniczego Bejrutu ze stolicą tytularną Amida degli Armeni. Chirotonii biskupiej udzielił mu 21 listopada 2015 patriarcha Krikor Bedros XX Ghabroyan. 14 grudnia 2023 z nominacji patriarchy Rafaela Bedrosa XXI Minassiana objął urząd egzarchy patriarszego Damaszku.